# 超遠心機

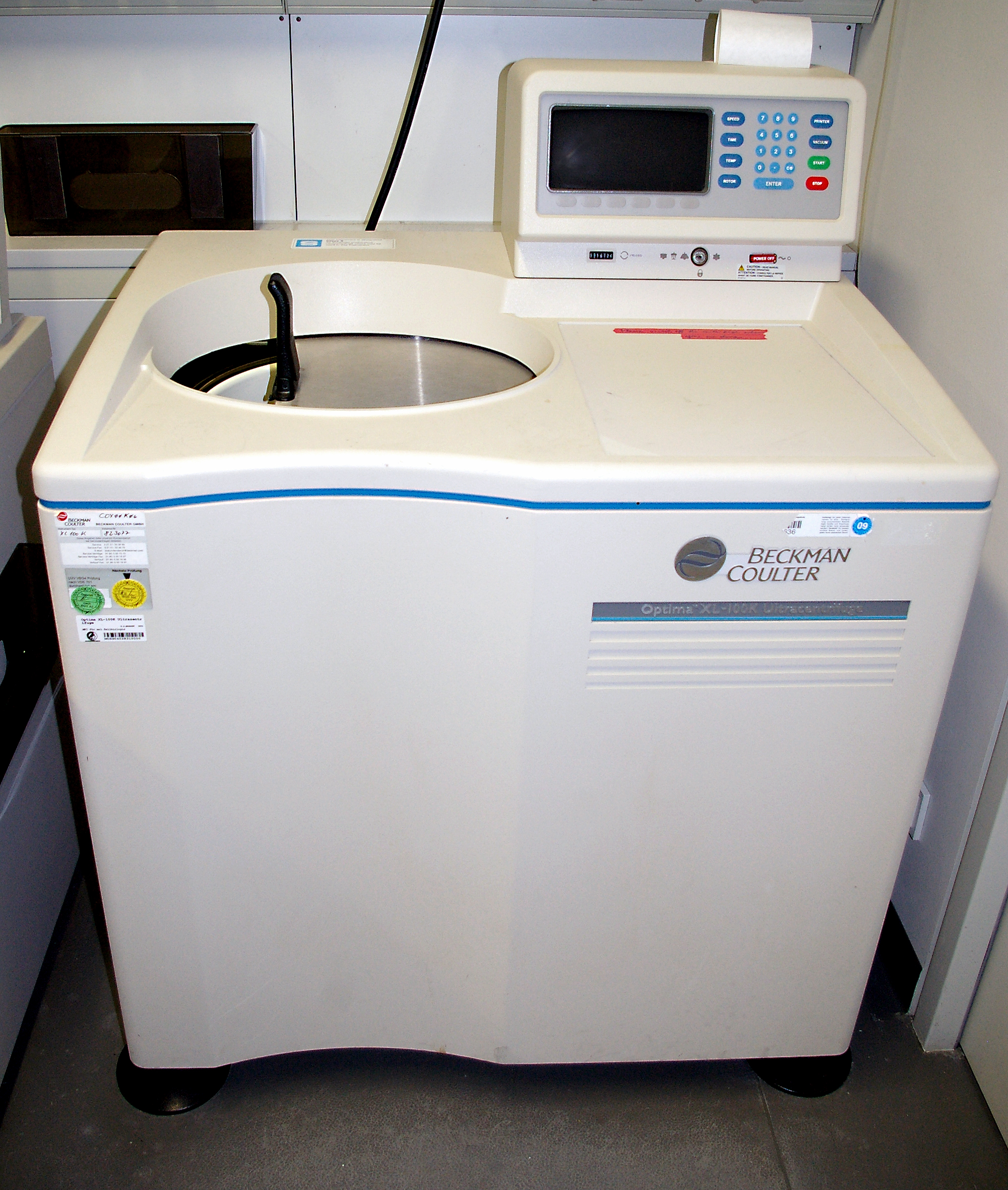
超遠心機

超遠心機（ちょうえんしんき、英: ultracentrifuge）は超高速回転に最適化された遠心分離機であり、1,000,000 G（約 9,800 km/s2）もの加速度を生み出すことができる。超遠心機には分離用（preparative）と分析用（analytical）の2種類が存在し、どちらも分子生物学、生化学、高分子科学において重要である。

## 歴史
1924年、テオドール・スヴェドベリは 7,000 G（12,000 rpm）の加速度を出すことのできる遠心分離機を構築し、超遠心機（ultracentrifuge）と呼んだ（これは以前に開発されていた限外顕微鏡（ultramicroscope）との対比である）。1925年から1926年にかけて、スヴェドベリは 100,000 G（42,000 rpm）まで到達可能な、新たな超遠心機を構築した。現代では、一般的には 100,000 G 以上の加速度が可能な遠心機が超遠心機として分類される。スヴェドベリは、超遠心機と用いたコロイドとタンパク質の研究で1926年のノーベル化学賞を受賞した。
真空超遠心機は、バージニア大学物理学科の Edward Greydon Pickels によって発明された。真空状態にすることによって、高速回転によって生じる摩擦が低減された。また、真空システムによって試料中を一定の温度に維持することが可能となり、沈降実験の結果の解釈の妨げとなる対流が除去された。
1946年、Pickelsは自身がデザインした分析用・分離用超遠心機を販売するために、スピンコ社（Spinco, Specialized Instruments Corp.）を共同で設立した。Pickelsは自身のデザインが商用利用には複雑すぎると考え、より容易に操作可能な「フールプルーフ」型を開発した。しかし、デザインの改善によっても分析用超遠心機の売り上げは低迷したままであり、スピンコ社はほとんど破産状態となった。会社は分離用超遠心機の売込みに注力することで生き残り、生物医学分野で有用な装置として人気を博することとなった。1949年スピンコ社は、最高で 40,000 rpmに到達可能な分離用超遠心機モデルLを導入した。1954年、Beckman Instruments（現: ベックマン・コールター）はスピンコ社を買収し、同社のスピンコ遠心機部門の基礎となった。

## 分析用超遠心機

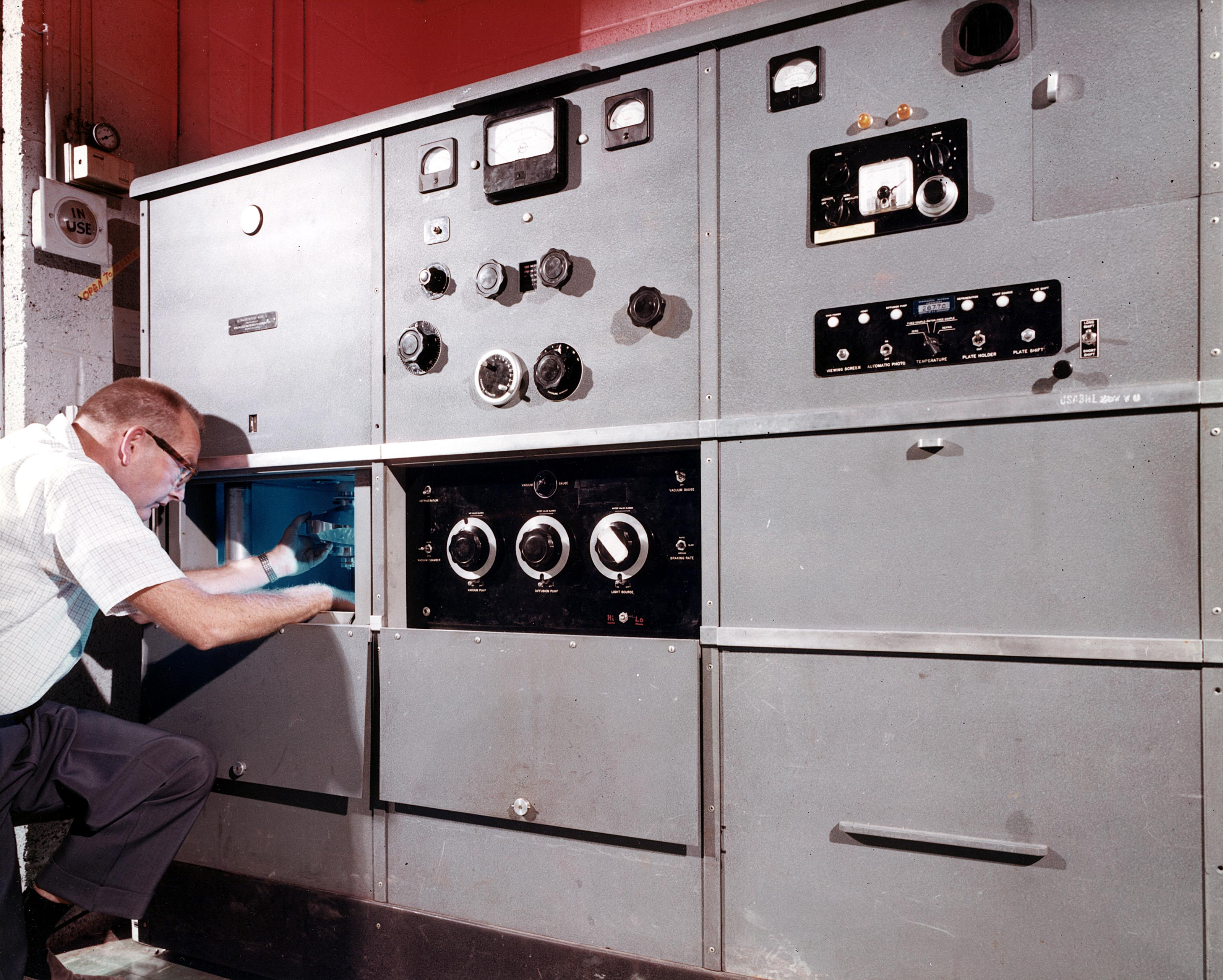
分析用超遠心機。スピンコのモデルEと思われる。初期の装置でおそらく1950年代のものである。オペレーターが試料チャンバーの前に座り、左手でローターに触れている。運転中はチャンバーはarmored shroudの後ろで密閉され、真空引きされる。shroudはローターの載せ替えができるよう引き下げられている。

分析用超遠心機では、回転している試料は紫外吸光や干渉光学系によってリアルタイムでモニターされる。これによって、遠心力場の印加に伴う回転軸に対する試料濃度プロファイルの変化を観察することができる。現代的な装置ではこれらはデジタル化されて保存され、さらなる数学的解析がなされる。沈降速度実験と沈降平衡実験という2種類の実験がこれらの装置を用いて一般的に行われる。
沈降速度実験では沈降の全時間経過が解釈され、溶解した高分子の形状とモル質量、ならびにそれらのサイズ分布が得られる。この手法によるサイズ分解能は粒子半径の2乗にほぼ比例し、ローターの速度を調節することによって、100 Daから 10 GDaまでのサイズ範囲をカバーすることができる。また沈降速度実験は、高分子複合体の数とモル質量のモニタリングや、各要素の分光的シグナルの差異を利用した多重シグナル分析による複合体組成についての情報、Gilbert-Jenkins理論で説明されているような高分子系の沈降速度の組成依存性などを利用することで、高分子間の可逆的な化学平衡の研究を行うことも可能である。
沈降平衡実験は、実験の最終的な定常状態を対象とする。定常状態では沈降は濃度勾配に対抗する拡散との平衡にあり、時間に依存しない濃度プロファイルが得られる。遠心力場における沈降平衡の分布はボルツマン分布によって特徴づけられる。この実験は高分子の形状の影響を受けず、高分子のモル質量と、化学的反応が起こる混合物では化学平衡定数が得られる。
分析超遠心解析から得られる情報には、高分子の全体形状、コンフォメーションの変化、高分子試料のサイズ分布が含まれる。タンパク質のような高分子は異なる非共有結合性の複合体間の化学平衡にあるため、複合体の数やサブユニットの量比や平衡定数が超遠心解析によって研究される。
現代的なコンピュータを用いた解析が容易になったこと、アメリカ国立衛生研究所のサポートを受けたソフトウェアパッケージであるSedFitが開発されたことによって、分析超遠心の利用は近年拡大している。

## 分離用超遠心機
分離用超遠心機では、幅広い実験用途に適したさまざまな種類のローターが利用可能である。ほとんどのローターは試料を含むチューブを保持するようにデザインされている。スイングローター（swinging bucket rotor）ではチューブはヒンジに引っ掛けられ、ローターが加速するとチューブは水平方向へ向く。固定角ローター（fixed angle rotor）ではチューブは決められた角度に保持される。ゾーナルローター（zonal rotor）はチューブではなく1つの中心部のくぼみに大量の試料を保持するようにデザインされている。ゾーナルローターの一部では、ローターの高速回転中に試料の注入と回収を行うことができる。
生物学において、分離用ローターは細胞小器官（ミトコンドリア、ミクロソーム、リボソームなど）やウイルスなどの微細粒子を含む画分のペレッティングに利用される。また分離用ローターは密度勾配遠心分離にも利用され、この場合チューブは上部から底部へ向かって濃度が増加する濃厚な物質を含む溶液で満たされている。細胞小器官の分離には一般的にはスクロースの濃度勾配が、核酸の分離にはセシウム塩の濃度勾配が利用される。十分な高速回転が行われた後ローターは滑らかに停止し、勾配はゆっくりと吸い出されて分離された要素が単離される。

## 危険性
超遠心分離機の運転時のローターは非常に大きな回転運動エネルギーを有するため、回転するローターの壊滅的な破損が重大な懸念となっている。従来のローターはアルミニウムやチタンなどの重量比強度の大きい金属で製造されている。日常的使用や刺激の強い化学薬品の溶液によるストレスは、やがてローターの劣化を引き起こす。装置とローターを推奨範囲内で適切に使用してローターを注意深くメンテナンスし、腐食を防ぎ劣化を見つけることが、リスクの低減に必要である。
近年では、一部のローターは軽量の炭素繊維複合材料で製造され、60%軽量化され、より速い加速・減速が可能となった。また炭素繊維複合材ローターは耐食性があり、ローター破損の主要な原因が取り除かれた。